# Мірибель-лез-Ешель
Мірибе́ль-лез-Еше́ль, Мірібель-лез-Ешель (фр. Miribel-les-Échelles) — муніципалітет у Франції, у регіоні Овернь-Рона-Альпи, департамент Ізер. Населення — 1767 осіб (01.01.2021).
Муніципалітет розташований на відстані близько 460 км на південний схід від Парижа, 80 км на південний схід від Ліона, 27 км на північ від Гренобля.

## Історія
До 2015 року муніципалітет перебував у складі регіону Рона-Альпи. Від 1 січня 2016 року належить до нового об'єднаного регіону Овернь-Рона-Альпи.

## Демографія
Динаміка населення (INSEE ):
Розподіл населення за віком та статтю (2006):
| Стать | Всього | До 15 років | 15-24 | 25-44 | 45-64 | 65-85 | Понад 85 |
| --- | ------ | ----------- | ----- | ----- | ----- | ----- | -------- |
| Чоловіки | 881    | 175         | 80    | 238   | 264   | 112   | 12       |
| Жінки | 852    | 175         | 103   | 234   | 240   | 92    | 8        |
| \| Статево-вікова піраміда \| Статево-вікова піраміда \| Статево-вікова піраміда \| \| ----------------------- \| ----------------------- \| ----------------------- \| \| Чоловіки \| Вік \| Жінки \| \| 12 \| 85 + \| 8 \| \| 8 \| 80-84 \| 24 \| \| 24 \| 75-79 \| 16 \| \| 32 \| 70-74 \| 36 \| \| 48 \| 65-69 \| 16 \| \| 68 \| 60-64 \| 68 \| \| 48 \| 55-59 \| 76 \| \| 76 \| 50-54 \| 36 \| \| 72 \| 45-49 \| 60 \| \| 71 \| 40-44 \| 75 \| \| 56 \| 35-39 \| 44 \| \| 67 \| 30-34 \| 52 \| \| 44 \| 25-29 \| 63 \| \| 36 \| 20-24 \| 40 \| \| 44 \| 15-20 \| 63 \| \| 40 \| 10-14 \| 52 \| \| 79 \| 5-9 \| 56 \| \| 56 \| 0-4 \| 67 \| |        |             |       |       |       |       |          |
| Статево-вікова піраміда |        |             |       |       |       |       |          |
| Чоловіки | Вік    | Жінки       |       |       |       |       |          |
| 12 | 85 +   | 8           |       |       |       |       |          |
| 8 | 80-84  | 24          |       |       |       |       |          |
| 24 | 75-79  | 16          |       |       |       |       |          |
| 32 | 70-74  | 36          |       |       |       |       |          |
| 48 | 65-69  | 16          |       |       |       |       |          |
| 68 | 60-64  | 68          |       |       |       |       |          |
| 48 | 55-59  | 76          |       |       |       |       |          |
| 76 | 50-54  | 36          |       |       |       |       |          |
| 72 | 45-49  | 60          |       |       |       |       |          |
| 71 | 40-44  | 75          |       |       |       |       |          |
| 56 | 35-39  | 44          |       |       |       |       |          |
| 67 | 30-34  | 52          |       |       |       |       |          |
| 44 | 25-29  | 63          |       |       |       |       |          |
| 36 | 20-24  | 40          |       |       |       |       |          |
| 44 | 15-20  | 63          |       |       |       |       |          |
| 40 | 10-14  | 52          |       |       |       |       |          |
| 79 | 5-9    | 56          |       |       |       |       |          |
| 56 | 0-4    | 67          |       |       |       |       |          |

## Персоналії
- Анрі Луї Ле Шательє - французький фізик

## Економіка
2010 року серед 1107 осіб працездатного віку (15—64 років) 796 були активними, 311 — неактивними (показник активності 71,9%, у 1999 році було 69,1%). З 796 активних мешканців працювало 746 осіб (403 чоловіки та 343 жінки), безробітними було 50 (26 чоловіків та 24 жінки). Серед 311 неактивних 93 особи були учнями чи студентами, 125 — пенсіонерами, 93 були неактивними з інших причин.

У 2010 році в муніципалітеті числилось 683 оподатковані домогосподарства, у яких проживали 1774,0 особи, медіана доходів виносила 19 143 євро на одного особоспоживача